# Келейная школа

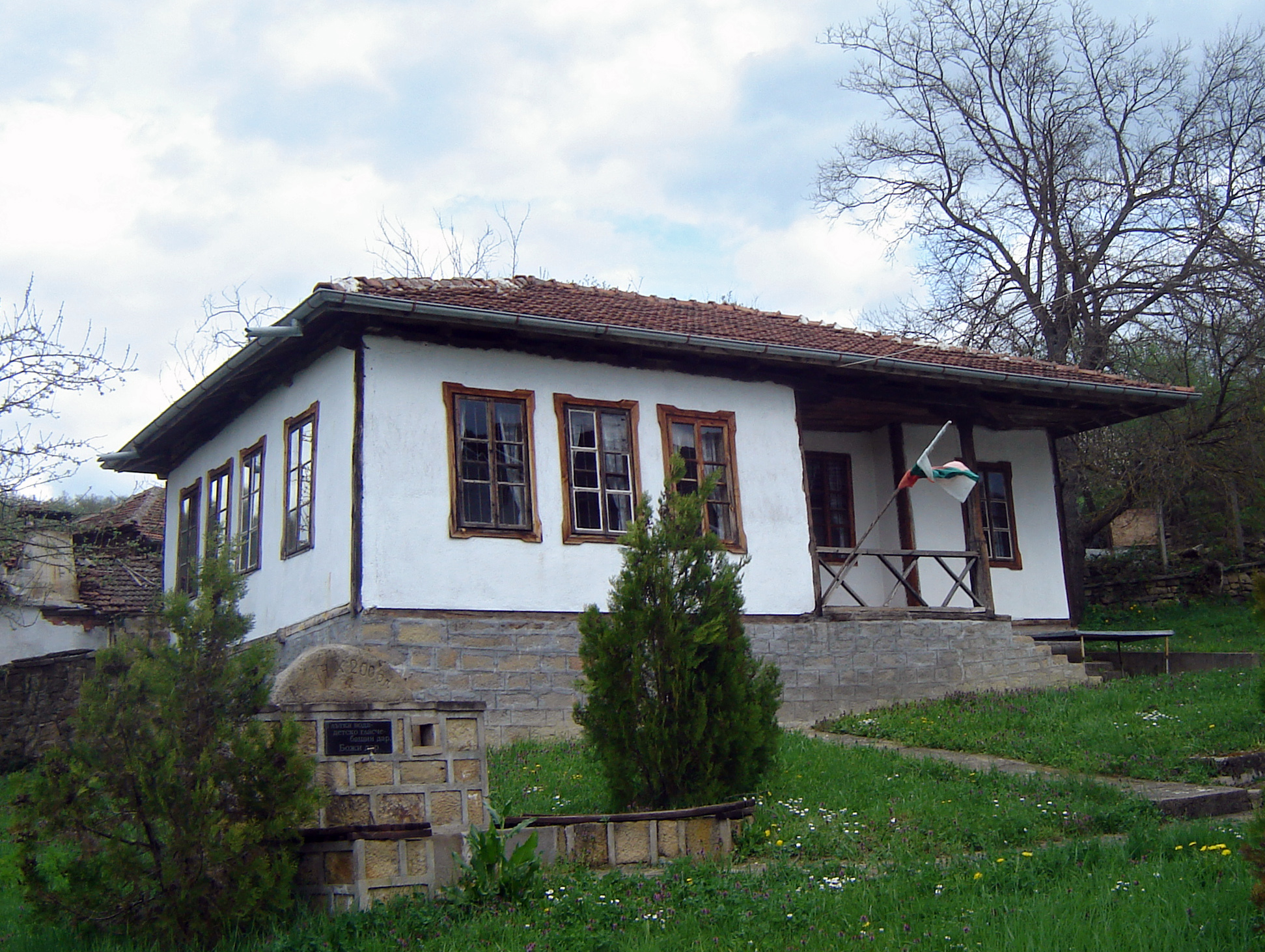
Келейная школа в Боженице, превращённая в музей. Филиал Исторического музея Ботевграда

Келейная школа (болг. килийно училище) — разновидность начальной школы религиозной направленности, распространённая в болгарских землях в эпоху османского владычества.
В XV-XVIII веках все болгарские школы были келейными. Первоначально они возникали при церквях и монастырях, позже появились и частные келейные школы. Школы способствовали распространению грамотности на основе средневековой болгарской литературной традиции.
Учителями келейных школ были чаще всего монахи и священники, реже — грамотные ремесленники или торговцы. Учитель занимался с каждым учеником по отдельности. Обучение велось на греческом, церковнославянском или на обоих языках. Целью учебного процесса было дать навыки чтения, письма, церковного пения и счёта. Иногда обучение сочеталось с изучением определённого ремесла. В качестве учебников использовались церковные служебные книги — Часослов, Апостол, Псалтирь и другие.
В XVIII веке келейные школы получили особенно широкое распространение. В болгарских землях в это время было более 100 таких школ. Со временем в таких школах стали появляться и книги на болгарском языке — например, «Славяно-болгарская история» в Паисия Хилендарского.
В начале XIX века келейные школы были вытеснены взаимной школой.
Помещения келейных и совместных школ в нескольких болгарских городах и сёлах превращены в музеи, посвящённые болгарскому национальному возрождению и становлению системы образования в стране.